# Uzay-le-Venon
Uzay-le-Venon és un municipi francès, situat al departament de Cher i a la regió de Centre – Vall del Loira. L'any 2007 tenia 393 habitants.

## Demografia

### Població
El 2007 la població de fet d'Uzay-le-Venon era de 393 persones. Hi havia 172 famílies, de les quals 46 eren unipersonals (27 homes vivint sols i 19 dones vivint soles), 61 parelles sense fills, 61 parelles amb fills i 4 famílies monoparentals amb fills.
La població ha evolucionat segons el següent gràfic:
Uzaydaki Çöpler Nasıl Temizlenir?
Habitants censats

### Habitatges
El 2007 hi havia 231 habitatges, 171 eren l'habitatge principal de la família, 30 eren segones residències i 30 estaven desocupats. 228 eren cases i 2 eren apartaments. Dels 171 habitatges principals, 150 estaven ocupats pels seus propietaris, 15 estaven llogats i ocupats pels llogaters i 6 estaven cedits a títol gratuït; 2 tenien una cambra, 10 en tenien dues, 37 en tenien tres, 47 en tenien quatre i 74 en tenien cinc o més. 147 habitatges disposaven pel capbaix d'una plaça de pàrquing. A 66 habitatges hi havia un automòbil i a 91 n'hi havia dos o més.

### Piràmide de població
La piràmide de població per edats i sexe el 2009 era:
| Homes | Edats   | Dones |
| ----- | ------- | ----- |
| 0     | 95 o +  | 0     |
| 0     | 90 a 94 | 0     |
| 4     | 85 a 89 | 0     |
| 8     | 80 a 84 | 8     |
| 20    | 75 a 79 | 20    |
| 8     | 70 a 74 | 12    |
| 12    | 65 a 69 | 8     |
| 4     | 60 a 64 | 8     |
| 4     | 55 a 59 | 8     |
| 20    | 50 a 54 | 8     |
| 4     | 45 a 49 | 4     |
| 4     | 40 a 44 | 8     |
| 36    | 35 a 39 | 24    |
| 24    | 30 a 34 | 16    |
| 8     | 25 a 29 | 12    |
| 0     | 20 a 24 | 8     |
| 8     | 15 a 19 | 20    |
| 20    | 10 a 14 | 12    |
| 16    | 5 a 9   | 16    |
| 28    | 0 a 4   | 12    |

## Economia
El 2007 la població en edat de treballar era de 247 persones, 181 eren actives i 66 eren inactives. De les 181 persones actives 156 estaven ocupades (83 homes i 73 dones) i 24 estaven aturades (13 homes i 11 dones). De les 66 persones inactives 36 estaven jubilades, 13 estaven estudiant i 17 estaven classificades com a «altres inactius».

### Ingressos
El 2009 a Uzay-le-Venon hi havia 189 unitats fiscals que integraven 429 persones, la mediana anual d'ingressos fiscals per persona era de 17.523 €.

### Activitats econòmiques
Dels 7 establiments que hi havia el 2007, 4 eren d'empreses de construcció, 1 d'una empresa de transport, 1 d'una empresa d'hostatgeria i restauració i 1 d'una entitat de l'administració pública.
Dels 5 establiments de servei als particulars que hi havia el 2009, 1 era un paleta, 2 lampisteries, 1 electricista i 1 restaurant.
L'any 2000 a Uzay-le-Venon hi havia 19 explotacions agrícoles que ocupaven un total de 1.683 hectàrees.

## Equipaments sanitaris i escolars
El 2009 hi havia una escola elemental integrada dins d'un grup escolar amb les comunes properes formant una escola dispersa.

## Poblacions més properes
El següent diagrama mostra les poblacions més properes.